# Звенигородское шоссе
Звенигоро́дское шоссе́ — одна из важнейших магистралей на западе Москвы от площади Краснопресненская Застава до улицы Мнёвники. Проходит по районам: Пресненский (ЦАО), Хорошёвский (САО) и Хорошёво-Мнёвники (СЗАО).
Является частью Краснопресненского проспекта.

## История
Образовалось в XIX веке. Развилось из древней дороги в старинный город Звенигород, бывший крепостью на западных подступах к Москве.

## Описание
Начинается от площади Краснопресненской заставы, проходит мимо Ваганьковского кладбища, затем проходит по эстакаде над железнодорожными путями Белорусского направления и Третьим транспортным кольцом (там же имеется развязка), далее ещё по одной эстакаде над Окружной железной дорогой и промзоной «Силикатная» и после этого вливается в улицу Мнёвники. Звенигородское шоссе, улица Мнёвники и западный отрезок проспекта Маршала Жукова образовали единую магистраль, Краснопресненский проспект.

## Примечательные здания и сооружения
По нечётной стороне:
- № 3 — журналы «Промышленная окраска», «Лакокрасочные материалы и их применение»; представительство мебельной фабрики «2 бобра»;
- № 3А — отделение связи № 22-Д-123022;
- № 5 — НИИ ветеринарной санитарии, гигиены и экологии;
- № 11 — Хлебозавод № 16